# Kaple svatého Michaela (Božičany)
Kaple svatého Michaela stojí v severním okraji obce Božičany v okrese Karlovy Vary při bývalé silnici do Nové Role. V roce 1992 byla Ministerstvem kultury České republiky prohlášena kulturní památkou ČR.

## Historie
Z prostředků věřících obce a církve byla v druhé polovině 18. století postavena barokní kaple zasvěcená svatému Michaeli archandělovi. Na počátku 19. století byla rozšířena přístavbou se sedlovou střechou. V roce 1927 byla původní kaple snesena a bylo upraveno průčelí mladší části kaple. Po druhé světové válce kaple chátrala a vnitřní vybavení bylo zničeno a rozkradeno. Na počátku devadesátých 20. století byla obcí opravena. Kaple patřila pod římskokatolickou farnost svatého Michaela archanděla v Nové Roli.

## Popis

### Exteriér
Kaple je drobná zděná kamenná stavba na půdorysu obdélníku s trojbokým závěrem. Valbová střecha je krytá plechem. Na hřebenu je šestiboký otevřený sanktusník zakončený plechovou helmicovou stříškou. Fasáda je členěna lizénami a korunní profilovanou římsou. V průčelí je obdélný vchod s půlkruhovým záklenkem a zdobenou mříží, po stranách jsou pilastry a profilovaná korunní římsa. Štít průčelí je obdélníkový se zaoblenými rohy a měkce prohnutými křídly. Ve štítu je mělký výklenek, dříve zasklený, pro umístění sošky světce.
Půdorys kaple má rozměr cca 4 × 4 m, výška kaple je asi pět metrů.

### Interiér
V kapli je prkenný plochý strop. Kněžiště v podobě nižší apsidy s půlkruhovým půdorysem má ve zdi půlkruhový výklenek před kterým je postaven oltářní pult. Kaple nemá okna. Na vnitřních podélných stěnách jsou obdélné výklenky. Podlahu tvoří kamenná dlažba.